# Overgrowth
Overgrowth — компьютерная игра в жанре экшен, разработанная американской независимой игровой студией Wolfire Games. Игра была анонсирована 17 сентября 2008 года для трёх основных компьютерных платформ: Mac OS X, Windows, и Linux.
Игра представляет собой приключения с видом от 3-го лица, происходящие в мрачном средневековом мире антропоморфных животных: кроликов, волков, котов, крыс и др.. Разработкой игры руководил David Rosen, в основном известный в сообществах разработки игр под Mac OS X за победу в состязаниях по разработке игр uDevGames три года подряд. Отличительной особенностью игры является эффектная боевая система.
Окончательная версия игры вышла 16 октября 2017 года.

## Особенности
Overgrowth построен на новом игровом движке называемым 'Phoenix'. Движок включает в себя несколько продвинутых особенностей, самая заметная это анимация основанная на физике. Он также содержит улучшенную модель движения. Бег, прыжки, перекаты, повороты происходят плавно, а также все позы и анимация изменяются в зависимости от окружения, настроения и даже индивидуальности каждого персонажа. На окружающую среду игры действует погода, даже деревья будут расти быстрее под солнечными лучами.
Другие особенности включают:
- модульную систему брони[7],
- реалистичный рост растений[8],
- разнообразие вооружения[9],
- редактор для создания пользовательских карт и сценариев[10]
- многопользовательскую игру[11].

Технические особенности движка Phoenix:
- физика твёрдых тел[12]
- основанная на физике анимация[13]
- динамическое небо[14]
- попиксельное освещение[15]
- продвинутая 3D-акустика[16]
- трава[17]
- шейдер шерсти[18]
- эффекты воды[19]
- динамическая детализация[20]
- глубина пространства[21]
- преломление отражения[22]
- normal mapping[23]
- интерактивный parallax mapping[24]
- динамический cubemapping[25]
- размытие движения[26]
- настоящую скелетную анимацию[27]
- управляемое совмещение объектов[28]

## Геймплей
В Overgrowth использована интуитивная, очень простая и удобная система управления, что позволяет избежать беспорядочных и неудобных нажатий комбинаций кнопок, а также их запоминания, что присуще файтингам. В игре только одна кнопка атаки и многофункциональная кнопка действия, однако, Overgrowth позволяет вам выполнять дюжины боевых манёвров.
Уровни в Overgrowth знакомят игроков с обстановкой и определёнными задачами, необходимыми для выполнения. Однако, несмотря на то, что в игре есть цели, вам дана полная свобода, для того чтобы решить как, где и когда атаковать. Свобода действий даёт игроку выбрать тот путь прохождения, который ему нравится.
В игре представлен довольно продвинутый ИИ, который позволяет враждебным персонажам атаковать игрока со спины, а также действовать сообща с другими персонажами. Яркой особенностью является и то, что ИИ может оценивать свои шансы на победу и в том случае, если поражение ему практически гарантировано, он попытается сбежать.

## Примечание
1. ↑  GitHub (англ.) — 2007.
2. ↑  Update 1.4 is out now — 2019.
3. ↑  Steam — 2003.
4. ↑  http://blog.wolfire.com/2008/09/announcing-overgrowth/ Архивная копия от 18 июля 2011 на Wayback Machine Официальный анонс
5. ↑  paragamer.com Архивировано 28 октября 2008 года.
6. ↑  Обратите внимание на эти (недоступная ссылка)  (недоступная ссылка с 14-05-2013 [4446 дней]) два Архивировано 1 декабря 2008 года. интервью с David

Rosen.
7. ↑  Turner concept — Wolfire Games Blog. Дата обращения: 2 ноября 2008. Архивировано 6 января 2009 года.
8. ↑  Trees — Wolfire Games Blog. Дата обращения: 2 ноября 2008. Архивировано 5 января 2009 года.
9. ↑  More Weapons — Wolfire Games Blog. Дата обращения: 2 ноября 2008. Архивировано 5 января 2009 года.
10. ↑  Announcing PhoenixUI (downloadable prototype) — Wolfire Games Blog. Дата обращения: 2 ноября 2008. Архивировано 5 января 2009 года.
11. ↑  Lugaru 2 Multiplayer — Wolfire Games Blog. Дата обращения: 2 ноября 2008. Архивировано 7 октября 2008 года.
12. ↑  Rigid body physics integration — Wolfire Games Blog. Дата обращения: 2 ноября 2008. Архивировано 2 декабря 2008 года.
13. ↑  Physics-based animation — Wolfire Games Blog. Дата обращения: 2 ноября 2008. Архивировано 6 января 2009 года.
14. ↑  Dynamic Sky — Wolfire Games Blog. Дата обращения: 2 ноября 2008. Архивировано 6 января 2009 года.
15. ↑  Per-pixel lighting — Wolfire Games Blog. Дата обращения: 2 ноября 2008. Архивировано 6 января 2009 года.
16. ↑  3D Acoustics — Wolfire Games Blog. Дата обращения: 2 ноября 2008. Архивировано 2 декабря 2008 года.
17. ↑  Grass rendering — Wolfire Games Blog. Дата обращения: 2 ноября 2008. Архивировано 6 января 2009 года.
18. ↑  Starting fur — Wolfire Games Blog. Дата обращения: 2 ноября 2008. Архивировано 6 января 2009 года.
19. ↑  Water surface effects — Wolfire Games Blog. Дата обращения: 2 ноября 2008. Архивировано 25 июля 2009 года.
20. ↑  Terrain LOD — Wolfire Games Blog. Дата обращения: 2 ноября 2008. Архивировано 6 января 2009 года.
21. ↑  Depth of Field — Wolfire Games Blog. Дата обращения: 2 ноября 2008. Архивировано 6 января 2009 года.
22. ↑  Specular reflection — Wolfire Games Blog. Дата обращения: 2 ноября 2008. Архивировано 1 декабря 2012 года.
23. ↑  Normal mapping — Wolfire Games Blog. Дата обращения: 2 ноября 2008. Архивировано 31 декабря 2008 года.
24. ↑  Iterative parallax mapping — Wolfire Games Blog. Дата обращения: 2 ноября 2008. Архивировано 4 октября 2008 года.
25. ↑  Dynamic Cubemapping — Wolfire Games Blog. Дата обращения: 2 ноября 2008. Архивировано 5 января 2009 года.
26. ↑  Rigging and animation — Wolfire Games Blog. Дата обращения: 2 ноября 2008. Архивировано 6 января 2009 года.
27. ↑  Real skeletal animation — Wolfire Games Blog. Дата обращения: 2 ноября 2008. Архивировано 2 декабря 2008 года.
28. ↑  Controlled Intersections — Wolfire Games Blog. Дата обращения: 2 ноября 2008. Архивировано 2 декабря 2008 года.